# دهستان علویه
علویه، دهستانی است از توابع بخش کردیان شهرستان جهرم در استان فارس ایران.

## جمعیت
براساس سرشماری سال ۱۳۸۵ جمعیت آن ۶٬۰۰۶ نفر (۱٬۴۴۱ خانوار) بوده‌است.